# Lentinus
Lentinus Fr., Syst. orb. veg. (Lund): 77 (1825)
Appartengono al genere Lentinus specie di funghi con carpofori di dimensioni medio o medio-grandi, solitamente lignicoli, e quindi non putrescibili, con le seguenti caratteristiche:
cappellonon separabile facilmente dal gambo.
lamelledecorrenti a margine più o meno finemente seghettato.
carnecoriacea, fibrosa.
sporebianche o avorio, lisce, ellittiche.

## Commestibilità delle specie
Trascurabile, spesso perché la carne è troppo coriacea.

Poche le specie eduli, svariate quelle non commestibili.

Non sono presenti specie tossiche.

## Specie di Lentinus
La specie tipo è il Lentinus crinitus (L.) Fr. (1825). Si elencano di seguito alcune specie:
| - Lentinus albovelutinus G. Stev. (1964) - Lentinus alopecinus Fr. (1825) - Lentinus anastomosans Rick (1938) - Lentinus anthocephalus (Lév.) Pegler (1971) - Lentinus apalus Berk. & Broome (1873) - Lentinus araucariae Har. & Pat. (1903) - Lentinus arenicola (Berk.) Henn. (1900) - Lentinus atrobrunneus Pegler (1971) - Lentinus atrolucidus Lloyd (1920) - Lentinus aturensis Pat. & Gaillard (1888) - Lentinus auricolor (F. Brig.) Fr. - Lentinus badius Berk. - Lentinus barguirmiensis Pat. & Har. - Lentinus battarrae (Fr.) Fr. (1825) - Lentinus berkeleyi (Sacc. & Cub.) Henn. (1900) - Lentinus berteri Bouriquet (1970) - Lentinus bertieri (Fr.) Fr. (1825) - Lentinus bissus Quél. (1881) - Lentinus bogoriensis Henn. & E. Nyman - Lentinus bonariensis Speg. (1880) - Lentinus bracatus Lév. - Lentinus brunneofloccosus Pegler (1971) - Lentinus brunneomaculatus Pat. (1897) - Lentinus caelopus Lév. (1846) - Lentinus caesariatus Pat. (1924) - Lentinus caespiticola Pat. & Har. (1900) - Lentinus caespitosus J.M. Hook - Lentinus calyx (Speg.) Pegler (1983) - Lentinus campinensis Teixeira (1946) - Lentinus candidus P.W. Graff - Lentinus capronatus Berk. - Lentinus carneotomentosus (Batsch) J. Schröt. (1889) - Lentinus cartilagineus Berk. (1847) - Lentinus catervarius Berk. & Broome (1882) - Lentinus centiceps R. Schulz - Lentinus chama (Bosc) Fr. (1828) - Lentinus chordalis Lloyd (1919) - Lentinus chudaei Har. & Pat. - Lentinus ciliatus Lév. (1844) - Lentinus cinnabarinus (Fr.) Henn. (1900) - Lentinus cirrosus Fr. - Lentinus citrinus Walleyn & Rammeloo (1994) - Lentinus cladopus Lév. (1844) - Lentinus clitocyboides Henn. (1901) - Lentinus coadunatus Hook. f. - Lentinus cochlearis (Pers.) Bres. (1903) - Lentinus compressus Berk. & Cooke (1877) - Lentinus concavus (Berk.) Corner (1981) - Lentinus concinnus Pat. (1892) - Lentinus connatus Berk. (1842) - Lentinus contortus Fr. (1836) - Lentinus copulatus (Ehrenb.) Henn. (1900) - Lentinus cordubensis Speg. (1902) - Lentinus courtetianus Har. & Pat. (1909) - Lentinus crassiusculus (Berk. & Broome) Henn. (1900) - Lentinus crateriformis Henn. (1895) - Lentinus crispus Pat. (1889) - Lentinus cubensis Berk. & M.A. Curtis (1868) - Lentinus cuculatus Bres. (1938) - Lentinus curtipes Massee (1898) - Lentinus curtisii Sacc. & Cub. (1887) - Lentinus cyathiformis (Schaeff.) Bres. (1929) - Lentinus cylindrosporus Henn. (1897) - Lentinus dactyliophorus Lév. - Lentinus delicatus G. Stev. (1964) - Lentinus densifolius R. Heim & L. Remy (1925) - Lentinus dentatus (Pers.) Quél. (1886) - Lentinus dentatus Bres. (1925) - Lentinus dicholamellatus Manim. (2004) - Lentinus dichrous Lév. (1854) - Lentinus discopus Pat. (1895) - Lentinus divisus R. Schulz - Lentinus dorsalis (Bosc) Henn. (1900) - Lentinus echinopus Lév. (1846) - Lentinus echinulatus (Murrill) Overh. (1926) - Lentinus egregius Massee (1910) - Lentinus elmeri Bres. (1912) - Lentinus elmeri Lloyd (1922) - Lentinus elmerianus Lloyd (1922) - Lentinus erosus Lloyd (1925) - Lentinus erringtonii Pat. & Har. (1900) - Lentinus eugrammus (Mont.) Fr. (1838) - Lentinus exasperatus Berk. & Broome (1882) - Lentinus exilis Klotzsch (1836) - Lentinus eximius Speg. (1881) - Lentinus farneus (Fr.) Henn. (1900) - Lentinus fasciatus Berk. (1840) - Lentinus favoloides R. Heim (1964) - Lentinus flabellinus Quél. (1888) - Lentinus floridanus (Murrill) Murrill (1943) - Lentinus flos (G. Mey.) Fr. (1838) - Lentinus fuligineus Berk. & M.A. Curtis (1868) - Lentinus fulvaster Berk. & Cooke - Lentinus fulvoatomatus Berk. & Broome (1881) - Lentinus furcatus Berk. & Cooke (1877) | - Lentinus fuscoexactus Lloyd (1922) - Lentinus fuscus Lloyd (1925) - Lentinus fusipes Cooke & Massee (1887) - Lentinus ghattasensis Henn. (1898) - Lentinus gibbsiae A.L. Sm. (1909) - Lentinus giganteus Berk. (1847) - Lentinus glabratus Mont. (1842) - Lentinus glandulosus (Berk. & Broome) Henn. (1900) - Lentinus gogoensis Har. & Pat. (1909) - Lentinus goossensiae Beeli (1928) - Lentinus gracilentus Cooke & Massee (1888) - Lentinus graminicola Murrill (1911) - Lentinus guaraniticus (Speg.) Lloyd (1917) - Lentinus guilfoylei Berk. & F. Muell. (1881) - Lentinus gymnocephalus Lév. (1844) - Lentinus haematopus Berk. (1872) - Lentinus hapalus Berk. & Broome - Lentinus hapalus Sacc. (1887) - Lentinus hepaticus Berk. (1851) - Lentinus hirtiformis Murrill (1915) - Lentinus hookerianus Berk. (1851) - Lentinus hornotinus Fr. (1836), (= Neo* Lentinus adhaerens) - Lentinus huensis Lloyd (1922) - Lentinus humescens Lév. (1848) - Lentinus hygrophanus Harz (1889) - Lentinus incandescens (Berk. & Broome) Henn. (1898) - Lentinus incarnatus Beeli (1928) - Lentinus infundibulum (Berk. & M.A. Curtis) Henn. (1900) - Lentinus inocephalus Lév. (1844) - Lentinus inopus Lév. - Lentinus integrus Reichert (1921) - Lentinus inverse-conicus Pat. (1923) - Lentinus irregularis Berk. (1876) - Lentinus isabellina Lloyd (1922) - Lentinus japonicus Yasuda (1921) - Lentinus jugis (Fr.) Fr. (1836) - Lentinus klotzschii Henn. (1900) - Lentinus kurzianus Berk. & Curr. (1876) - Lentinus laeviceps Kalchbr. (1880) - Lentinus lagunensis P.W. Graff - Lentinus lamelliporus Har. & Pat. (1902) - Lentinus lasiophyllus Cooke & Massee (1887) - Lentinus lateripes Lloyd (1922) - Lentinus lauterbachii Henn. (1898) - Lentinus lecomtei Fr. (1838) - Lentinus ledermannii Pilát (1936) - Lentinus leveilleanus Berk. - Lentinus leviceps Kalchbr. (1882) - Lentinus levis (Berk. & M.A. Curtis) Murrill (1915) - Lentinus lithophilus (Fr.) Henn. (1900) - Lentinus lividus Beeli (1928) - Lentinus lunatus (Fr.) Henn. (1900) - Lentinus luteoapplanatus Beeli (1928) - Lentinus macgregorii P.W. Graff - Lentinus maculatus Berk. (1847) - Lentinus marasmioides Henn. (1897) - Lentinus martianoffianus Kalchbr. (1877) - Lentinus melanophyllus Lév. (1844) - Lentinus melzeri Velen. (1920) - Lentinus metatensis Bacc. (1917) - Lentinus michailowskoensis Henn. (1904) - Lentinus microspermus Peck (1906) - Lentinus miquelii Lév. (1844) - Lentinus mitissimus Bigeard & H. Guill. (1913) - Lentinus mollipes Pat. (1917) - Lentinus monardianus Durieu & Mont. - Lentinus multiformis Berk. & Broome (1875) - Lentinus nicotiana Berk. (1856) - Lentinus nigroglabrus Lloyd (1923) - Lentinus nigro-osseus Pilát (1936) - Lentinus novae-zelandiae Berk. (1855) - Lentinus novopommeranus Henn. (1898) - Lentinus obducens (Pat.) Henn. (1900) - Lentinus obnubilus Berk. (1847) - Lentinus ochraceofuscus (G. Mey.) anon. - Lentinus ochraceus Lloyd (1920) - Lentinus ochroleucus Beeli (1928) - Lentinus odorus (Vill.) Quél. (1888) - Lentinus omphalopsis Reichert (1921) - Lentinus orinocensis Pat. & Gaillard (1888) - Lentinus orizabensis Murrill (1915) - Lentinus palauensis Imazeki (1941) - Lentinus pallidoalutaceus Henn. (1905) - Lentinus palmeri (Earle) Sacc. & Traverso (1910) - Lentinus panziensis Singer (1973) - Lentinus paolii Bacc. - Lentinus papillatus (Henn.) Henn. (1905) - Lentinus parvulus Berk. & M.A. Curtis (1853) - Lentinus patulus Lév. (1846) - Lentinus pectinatus (Schwein.) Fr. - Lentinus perpusillus Speg. (1889) - Lentinus pertenuis Lloyd (1922) - Lentinus phillipsii Van der Byl (1926) - Lentinus pholiotaeformis Velen. (1939) | - Lentinus pholiotoides Ellis & H.W. Anderson - Lentinus pilososquamulosus Lj.N. Vassiljeva (1973) - Lentinus pilosus Rick (1938) - Lentinus piperatus Beeli (1928) - Lentinus placopus Pat. & Har. (1893) - Lentinus plumatus (Walter) Fr. (1825) - Lentinus polychrous Lév. (1844) - Lentinus prancei Singer (1981) - Lentinus princeps Fr. (1828) - Lentinus proboscideus Fr. (1851) - Lentinus prolifer (Pat. & Har.) D.A. Reid (1977) - Lentinus pulchellus F. Muell. (1872) - Lentinus pulcherrimus Sumst. (1907) - Lentinus punctaticeps Berk. & Broome (1882) - Lentinus pycnoticus (Klotzsch) Henn. (1900) - Lentinus pygmaeus Berk. (1875) - Lentinus pyramidalis Berk. & M.A. Curtis (1858) - Lentinus queletii R. Schulz - Lentinus radicans Berk. & Broome (1873) - Lentinus radicatus Cooke - Lentinus ramosii Lloyd (1923) - Lentinus ramosipes Har. & Pat. (1909) - Lentinus ravenelii Berk. & M.A. Curtis (1849) - Lentinus reticulatus (Berk.) Henn. (1900) - Lentinus retinervis Pegler (1983) - Lentinus rivulosus (Berk.) Henn. (1900) - Lentinus rivulosus Lloyd (1919) - Lentinus robinsonii Mont. (1856) - Lentinus rubescens Velen. (1939) - Lentinus rubicundus (Mont.) Henn. (1900) - Lentinus rufopunctatus Beeli (1928) - Lentinus sajor-caju (Fr.) Fr. (1838) - Lentinus samarensis Pilát (1941) - Lentinus sayanus Singer (1952) - Lentinus schuydeni Speg. - Lentinus schweinitzii Fr. (1828) - Lentinus sclerogenus Sacc. (1916) - Lentinus scleropus (Pers.) Fr. (1836) - Lentinus scyphoides Pat. (1899) - Lentinus sericeosquamosus Henn. (1897) - Lentinus sericus Massee - Lentinus setiger Lév. (1844) - Lentinus shannii Berk. (1881) - Lentinus sibiricus Pilát (1936) - Lentinus similans (Earle) Sacc. & Traverso (1910) - Lentinus similis Berk. & Broome (1873) - Lentinus spegazzinii Sacc. & Cub. (1887) - Lentinus spegazzinii Bres. (1926) - Lentinus squamosus (Schaeff.) Quél. (1888) - Lentinus squarrosulus Mont. (1842) - Lentinus striatulus Lév. (1846) - Lentinus strigellus Berk. (1868) - Lentinus strigosus (Schwein.) Fr. (1838) - Lentinus stuppeus Klotzsch (1833) - Lentinus suavissimus Fr. (1836) - Lentinus subdulcis Berk. (1851) - Lentinus subglaber Lloyd (1923) - Lentinus suborbicularis (Berk. & Broome) Henn. (1900) - Lentinus subscyphoides Murrill (1911) - Lentinus subtilis Berk. (1875) - Lentinus subtorulosus (Cooke) Henn. (1900) - Lentinus swartzii Berk. (1843) - Lentinus tahitensis (Reichardt) Henn. (1900) - Lentinus tener var. sciophyllus Fr. (1851) - Lentinus tener var. tener Klotzsch (1836) - Lentinus tener var. vinosus (Klotzsch) Rick (1961) - Lentinus tenuissimus (Schwein.) Fr. - Lentinus tephroleucus Mont. (1851) - Lentinus terrestris Lloyd (1925) - Lentinus thomensis Cout. (1925) - Lentinus thunbergii (Fr.) Sacc. (1891) - Lentinus tigrinoides Corner (1981) - Lentinus tigrinus (Bull.) Fr. (1825) - Lentinus tomentellus P. Karst. (1887) - Lentinus tubaeformis Beeli (1928) - Lentinus tubarius Pat. (1899) - Lentinus tuber-regium (Fr.) Fr. (1836) - Lentinus tumescens Fr. - Lentinus umbrinus Reichardt (1866) - Lentinus undulatellus Britzelm. - Lentinus velatus Berk. & Broome (1873) - Lentinus velutinus Fr. (1830) - Lentinus verrucosus (J. Kickx f.) Sacc. (1887) - Lentinus vestidus (Earle) Sacc. & Traverso (1910) - Lentinus villosus Klotzsch (1833) - Lentinus vinosus Klotzsch - Lentinus viscidus (Mont.) Henn. (1900) - Lentinus woermannii E. Cohn & J. Schröt. - Lentinus xylopodius Lév. (1846) - Lentinus zelandicus Sacc. & Cub. (1887) - Lentinus zenkerianus Henn. (1905) - Lentinus zeyheri Berk. (1843) - Lentinus zonifer Berk. & Broome (1873) |